# メメット・オカー
メメット・オカー（Mehmet Murat Okur、1979年3月26日－）はトルコ共和国の元プロバスケットボール選手。NBAのユタ・ジャズなどで活躍し、2016年から2017年にかけてはフェニックス・サンズの選手育成担当コーチを務めた。マルマラ地方ヤロヴァ県ヤロヴァ出身。ポジションはパワーフォワード、センター。身長211cm、体重119.3kg。トルコ語の発音に近い「メメット・オクール」と表記される場合がある。

## 経歴

### トルコ時代
オカーはトルコ1部リーグ（TBL）でもプレイした経験を持つ。また若くしてトルコ代表としてもプレイし、1997年に開催された22歳以下の世界選手権ではトルコ優勝メンバーの一員だった。1998年にはTofas Bursaでプレイし、その年のリーグチャンピオンの原動力となって活躍した。その後、イスタンブールのエフェス・ピルゼン S.K.に移籍し、ユーロリーグに出場するなどした。

### NBA
2001年のNBAドラフトではデトロイト・ピストンズから全体38位指名を受けた。2002年から2シーズン、主にピストンズの控えのインサイドとして活躍。2003-04シーズンにピストンズでNBA優勝を経験し、トルコ出身の選手として初のNBAチャンピオンを経験した。当時から信頼されたインサイドとして好成績を残していた。しかしながら、ピストンズはサラリーキャップの整理と、同シーズン途中にラシード・ウォーレスを獲得していたこともあり、オカーの放出を余儀なくされてしまう。結局、制限付きFAのオカーはシーズンオフにユタ・ジャズと契約（6年間約5000万ドル）。ピストンズはジャズの契約にマッチングを行わず、ジャズへの移籍が成立した。
ジャズに移籍した1年目（2004-05シーズン）は、先発や6thマンとして出場。次第にチームの中心選手の一人に数えられるようになった。
2005-06シーズンは先発に定着したことから出場時間が上昇。平均得点や平均リバウンドなどの成績も前年を上回った。ジャズは前年は26勝しかあげられなかったが、この年は勝率も5割（41勝）にまで復帰。これはオカーの成長によるところが大きいと考えられた。
2006-07シーズンは、NBAオールスターゲームの出場メンバーに選出されるなど飛躍のシーズンとなり、2010-11シーズンまでジャズで活躍した。
2011-12シーズン開幕前の2011年12月にニュージャージー・ネッツに移籍するも、翌年3月にポートランド・トレイルブレイザーズに放出され、バイアウトで解雇された。
2012年11月に引退を表明した。
2016年9月13日、フェニックス・サンズの選手育成担当コーチに就任。2017年10月にヘッドコーチ交代により退任した。

## プレイスタイル
基本的にはインサイドプレイヤーでセンターとパワーフォワードを兼任することができる。しかしながらシュートタッチが良く、外郭からのシュートも無難にこなす。2005-06シーズンは3Pシュートを80本成功させた。また、ビッグマンながらフリースローも得意としており、成功率はキャリア通算で8割近い数字を残している（センターでの8割という数字は上位に数えられる）。

## NBA個人成績

### レギュラーシーズン
| シーズン | チーム   | GP  | GS  | MPG  | FG%   | 3P%  | FT%  | RPG | APG | SPG | BPG | PPG  |
| -------- | -------- | --- | --- | ---- | ----- | ---- | ---- | --- | --- | --- | --- | ---- |
| 2002–03  | DET      | 72  | 9   | 19.0 | .426  | .339 | .733 | 4.7 | 1.0 | .3  | .5  | 6.9  |
| 2003–04  | DET      | 71  | 33  | 22.3 | .463  | .375 | .775 | 5.9 | 1.0 | .5  | .9  | 9.6  |
| 2004–05  | UTA      | 82  | 25  | 28.1 | .468  | .270 | .850 | 7.5 | 2.0 | .4  | .8  | 12.9 |
| 2005–06  | UTA      | 82* | 82* | 35.9 | .460  | .342 | .780 | 9.1 | 2.4 | .5  | .9  | 18.0 |
| 2006–07  | UTA      | 80  | 80  | 33.3 | .462  | .384 | .765 | 7.2 | 2.0 | .5  | .5  | 17.6 |
| 2007–08  | UTA      | 72  | 72  | 33.2 | .445  | .388 | .804 | 7.7 | 2.0 | .8  | .4  | 14.5 |
| 2008–09  | UTA      | 72  | 72  | 33.5 | .485  | .446 | .817 | 7.7 | 1.7 | .8  | .7  | 17.0 |
| 2009–10  | UTA      | 73  | 73  | 29.4 | .458  | .385 | .820 | 7.1 | 1.6 | .5  | 1.1 | 13.5 |
| 2010–11  | UTA      | 13  | 0   | 12.9 | .355  | .313 | .750 | 2.3 | 1.5 | .3  | .3  | 4.9  |
| 2011–12  | NJN      | 17  | 14  | 26.7 | .374  | .319 | .600 | 4.8 | 1.8 | .5  | .3  | 7.6  |
| Career   | Career   | 634 | 460 | 29.1 | .458  | .375 | .797 | 7.0 | 1.7 | .5  | .7  | 13.5 |
| All-Star | All-Star | 1   | 0   | 15.0 | 1.000 | .000 | .000 | 2.0 | 1.0 | .0  | .0  | 4.0  |

### プレーオフ
| シーズン | チーム | GP | GS | MPG  | FG%   | 3P%   | FT%   | RPG  | APG | SPG | BPG | PPG  |
| -------- | ------ | -- | -- | ---- | ----- | ----- | ----- | ---- | --- | --- | --- | ---- |
| 2003     | DET    | 17 | 0  | 19.0 | .438  | .538  | .531  | 4.1  | .8  | .7  | .7  | 5.5  |
| 2004     | DET    | 22 | 0  | 11.5 | .470  | .400  | .692  | 2.8  | .4  | .2  | .4  | 3.7  |
| 2007     | UTA    | 17 | 17 | 34.4 | .388  | .316  | .786  | 7.8  | 1.8 | 1.4 | .9  | 11.8 |
| 2008     | UTA    | 12 | 12 | 38.5 | .423  | .373  | .773  | 11.8 | 1.9 | .7  | .7  | 15.4 |
| 2009     | UTA    | 2  | 2  | 21.5 | .167  | .333  | .750  | 5.0  | 2.0 | .0  | .5  | 4.0  |
| 2010     | UTA    | 1  | 1  | 11.0 | 1.000 | 1.000 | 1.000 | 2.0  | .0  | .0  | .0  | 7.0  |
| Career   | Career | 71 | 32 | 23.6 | .415  | .362  | .713  | 5.9  | 1.1 | .7  | .6  | 8.1  |

## 備考
- ニックネームは「Memo」